# Ivema Gila
El IVEMA Gila es un vehículo militar de transporte blindado fabricado por la empresa sudafricana IVEMA (International Vehicle & Equipment Marketing).

## Características
De acuerdo al fabricante se trata de un transporte blindado de personal (APC). Es destacable su gran capacidad antiminas (STANAG 4569 nivel 4), su capacidad de resistencia balística va desde el STANAG 4569 nivel 1 hasta el nivel 3. Su capacidad de transporte es de 9 ocupantes, un piloto, y un copiloto. 
Puede alcanzar una velocidad de 105 km/h. Cuenta con transmisión automática, frenos ABS y tracción en las cuatro ruedas, lo que hace que sea de movilidad más ágil y silenciosa en comparación con los APC 8x8. Es compatible para ser aerotransportado en aviones tipo Lockheed C-130 Hercules.

## Variantes
Entre sus posibles variantes están el APC artillado (7.62/5.52) o no artillado, ambulancia, comando y control y logístico.
- Datos: Q5923310